# Chaos of Forms
| Recensione         | Giudizio |
| ------------------ | -------- |
| Daily Rotation     |          |
| Real Metal Reviews |          |

Chaos of Forms è il terzo album della band technical death metal Revocation, pubblicato il 16 agosto 2011 dalla Relapse Records.
La traccia Cradle Robber è stata pubblicata in streaming sulla pagina Facebook della band, il 10 maggio 2011.

## Tracce
Testi e musiche di David Davidson, eccetto dove indicato.
1. Cretin – 3:03
2. Cradle Robber – 4:25
3. Harlot – 2:51
4. Dissolution Ritual – 4:37 (testo: Anthony Buda)
5. Conjuring the Cataclysm – 4:34
6. No Funeral – 3:55 (testo: Anthony Buda)
7. Fractal Entity – 1:43
8. Chaos of Forms – 4:30 (testo: Anthony Buda)
9. The Watchers – 4:12 (testo: Anthony Buda)
10. Beloved Horrifier – 4:09
11. Dethroned – 4:57
12. Reprogrammed – 4:03 (testo: Anthony Buda)

## Accoglienza
Chaos of Forms è stato accolto positivamente dalla critica. Il Daily Rotation gli ha assegnato un punteggio di 9.3 su 10, definendolo «uno dei migliori album dell'anno» che ha prodotto «un sound accattivante e prorompente, come lo sono stati i Pantera al loro tempo».

## Formazione
Gruppo
- David Davidson – voce, chitarra solista
- Dan Gargiulo – chitarra ritmica
- Anthony Buda – basso, voce secondaria
- Phil Dubois-Coyne – batteria

Altri musicisti
- Derek Beckvold – sassofono contralto
- Davindar Singh – sassofono baritono
- Wyatt Palmer – sassofono tenore